# Barrage d'Özlüce
Le barrage d'Özlüce est un barrage situé en Turquie.

## Sources
- (tr) « Özlüce Barajı », sur Agence gouvernementale turque des travaux hydrauliques (DSİ)